# Charkovrättegången
Charkovrättegången var en rättegång som hölls i den ukrainska staden Charkov mellan den 15 och den 18 december 1943. Tre tyska militärer och en ukrainsk kollaboratör stod inför rätta för krigsförbrytelser. Charkovrättegången var den första offentliga  krigsförbrytarrättegången mot tyska soldater under andra världskriget. Samtliga åtalade dömdes till döden och avrättades offentligt genom hängning den 19 december 1943.

## Åtalade
| Namn              | Ålder | Rang och uppgift                                                                              |
| ----------------- | ----- | --------------------------------------------------------------------------------------------- |
| Wilhelm Langfeld  | 52 år | Kapten i Abwehr Kommendant för ett krigsfångeläger                                            |
| Hans Ritz         | 24 år | SS-Untersturmführer i Sicherheitsdienst Ställföreträdande kompanichef inom ett Sonderkommando |
| Reinhard Retzlaff | 36 år | Fältväbel i Geheime Feldpolizei                                                               |
| Mikhail Bulanov   | 26 år | Chaufför i Sicherheitsdienst                                                                  |